# Taphrina aurea
Tafrina Aurea (lat. Taphrina aurea) je gljiva iz familije ascomycete. Ona je biljni patogen.
Taphrina aurea izaziva klobučavost lista kod topole. Klobučavost se nalazi na gornjoj strani lista. Tokom maja i juna stvaraju se ispupčenja koja su zaobljena i nepravilnog oblika, a sa konkavne strane je išarana šareno zlatnim askusom. Gljiva prezimljava na opalom lišću u stadijumu askusa. Smatra se da može da prezimi i u ljuskama pupoljaka.
Na vlažnom vremenu napada mlade izbojke (tokom proleće). Ona je veoma otporna i široko rasprostranjena gljiva koja ne izaziva velika oštećenja, već smanjuje prirast drveta.
Ova gljiva može da napada:
- Hrast
- Brest
- Breza

## Mere zaštite
Primenjuju se 
- Bakarni fungicid
- Kaptan
- Benomil